# 아오키 사야카 (성우)
아오키 사야카(あおき さやか, 1972년 10월 19일 ~ )는 일본의 성우이다. 프로덕션 바오밥 소속. 아키타현 출신.
이전까지는 아오키 시즈카(青木 静香, あおき しずか)라는 이름으로 활동했다.

## 경력 및 인물
- 취미는 잠, 독서, 피아노.
- 박물관 학예원 자격증을 갖고 있다. 성우가 되지 않았으면 학예원이 되었을 것이라고 한다.
- 때때로 Shizuka라는 명의로 무대에 선다.
- 독특한 목소리의 소유자로, 인간 외의 역할을 맡는 경우가 많다. 미소녀 게임 출연이 많고, 어린 아이 역할이나 차분한 여성 캐릭터 이미지가 강하다.
- 목소리가 어린아이같아서 전화상으로는 착각하는 경우가 많다고 한다.

## 출연 작품

### TV 애니메이션
1997년
- 사쿠라모모 극장 코지코지 (코지코지)

2001년
- 코메트상 (라바퐁)

2003년
- 소닉 X (크림 더 래빗)
- 라임색 전기담 (후쿠시마 키누)

2004년
- Wind -a breath of heart- (후지미야 와카바)
- 워터십 다운 (핍킨)

2005년
- SHUFFLE! (리시안사스, 키쿄우)

2006년
- 지옥소녀
- 스즈미야 하루히의 우울 (쿈의 여동생)

2007년
- ef - a tale of memories (아소 스미레)
- 크레용 신짱
- SHUFFLE! Memories (리시안사스, 키쿄우)
- 체포하겠어!
- D.C.다카포 2 (아마카세 미나츠)
- 일곱빛깔 드롭스 (아마모리 야요이)
- 바카노!(밀리아 허벤트)

2008년
- 네오 안젤리크 어비스(엘빈)

2009년
- 続 나츠메 우인장 {辰未 (타츠미) = 玉 (타마)}

2010년
- 듀라라라!!(밀리아 허벤트)

### 극장용 애니메이션
2010년
- 스즈미야 하루히의 소실 (쿈의 여동생)

### OVA
- 아유마유 극장
- 라임색 전기담
- Wind -a breath of heart- OVA판(후지미야 와카바)

### 게임
2000년
- 사쿠라 모모코 극장 코지코지 (코지코지)
- 캐슬 판타지아 ~성마대전~ 리뉴얼 (티아 실렌스)

2001년
- 텐타마 (나나)
- 창백해진 달빛 (아이린)
- 가족계획 ~반상~ (타카야시키 하루카) : 사사 루미코 (佐々留美子) 명의

2002년
- Wind -a breath of heart- PC판 (후지미야 와카바) : 아리스 (ありす) 명의
- 그것은 흩날리는 벚꽃처럼 (호시자키 노조미, 카와하라 미즈네) : 사사 루미코 (佐々留美子) 명의

2003년
- Wind -a breath of heart- DC·PS2판 (후지미야 와카바)
- My Merry Maybe (키쿠츠 미노리)
- 나뭇잎 사이로 비치는 햇살에 흔들리는 영혼의 목소리 (츠바키) : 사사 루미코 (佐々留美子) 명의
- 슈퍼 로봇 대전GC (쿠리키 요코(쿠키))

2004년
- SHUFFLE! (리시안사스, 키쿄우, 토라타마) : 사사 루미코 (佐々留美子) 명의
- 체리슈 피자는 어떻습니까♥ (미즈치 사키에) : 코쿠쇼 사쿠라 (国生桜) 명의
- 라임색 류기담☆순 (후쿠시마 키누)
- D.C.P.C. ~다 카포~ 플러스 커뮤니케이션 (아마카세 미하루, 우타마루) : 사사 루미코 (佐々留美子) 명의
- 셔머너 셔머너 ~달과 마음과 태양의 마법~ (리스 그리피즈) : 아리스 (ありす) 명의
- 종의 관 ~함희~ (쿠라라) : 아리스 (ありす) 명의
- 봄의 발소리 PC판 (쿠스노키 아오이) : 아리스(ありす) 명의
- 히나타봇코 (하야미 코하루) : 사사 루미코 (佐々留美子) 명의
- 수월 ~미심~ (코사카 마리아)
- 홈 메이드 -Homemaid- (오카 쿠라라 나오미) : 아리스 (ありす) 명의
- 최종시험 고래 (고래 소녀) : 카가미 아리스 (かがみありす) 명의

2005년
- 추색연화 (난죠 이부키) : 사사 루미코 (佐々留美子) 명의
- 캐러멜BOX 야루키바코(미츠세 하유) : 아리스 (ありす) 명의
- 그린 그린3 핼로 굿 바이 (카시야 치사토)
- 마츠시마 비와코는 개조인간이다 (마츠시마 비와코) : 아리스 (ありす) 명의
- 스쿨미즈2 ~헤엄칠 수 없어~ (PIKO(피코))
- SHUFFLE! on the Stage (리시안사스, 키쿄우, 토라타마)
- 퀼트 (카나미) : 아리스 (ありす) 명의

2006년
- AR ~잊혀진 여름~(이름없는 아이) : 아리스 (ありす) 명의
- 봄의 발소리 PS2판 (쿠스노키 아오이)
- 일곱빛깔★드롭스 (아마모리 야요이) : 아리스 (ありす) 명의
- D.C.II Spring Celebration ~다 카포II~ 스프링 셀레브레이션 (아마카세 미나츠) : 카가미 아리스 (かがみありす) 명의
- triptych (카렌) : 사사 루미코 (佐々留美子) 명의
- D.C.II ~다 카포II~ (아마카세 미나츠) : 카가미 아리스 (かがみありす) 명의
- 종말소녀환상 앨리스 매틱 (이쥬인 히카리) : 아리스 (ありす) 명의
- Really? Really! (리시안사스, 토라타마) : 사사 루미코 (佐々留美子) 명의

2007년
- 퀼트 ~당신과 만드는 사랑과 꿈의 드레스~ PS2판 (카나미)
- 서몬 나이트 트윈 엣지 ~정령들의 공명~ (아인)
- 네~PON?X라이PON! (에클레어) : 사사 루미코 (佐々留美子) 명의
- 일곱빛깔★드롭스 pure!! (아마모리 야요이)
- 최종시험 고래 Alive (고래 소녀)
- ALICE♥퍼레이드 ~두 명의 앨리스와 신기한 소녀들~ (앨리스/미오리) : 아리스 (ありす) 명의
- 열대 저기압 소녀 PS2판, PC 일반판 (아라시야마 토모에)
- 이터널 판타지(엘레히아) : 사사 루미코 (佐々留美子) 명의
- 스즈미야 하루히의 약속 (쿈 여동생)

2008년
- 스즈미야 하루히의 당황 (쿈 여동생)
- D.C.P.K. ~다 카포 카~(아마카세 미하루, 아마카세 미나츠) : 카가미 아리스 (かがみありす) 명의
- 열대 저기압 소녀 PC 18금판 (아라시야마 토모에) : 사사 루미코 (佐々留美子) 명의
- 소녀마법학 리틀 위치 로마네스크(티에) : 사사 루미코 (佐々留美子) 명의
- 리아리아DS (리시안사스, 토라타마)

2009년
- SHUFFLE! Essence+ (리시안사스, 키쿄우, 토라타마) : 사사 루미코 (佐々留美子) 명의
- 우리들에게 날개는 없다 (앨리스) : 사사 루미코 (佐々留美子) 명의

2010년
- RPG학원(Circus) 힐데 : 사사 루미코(佐々留美子) 명의
- 俺の彼女はヒトでなし (코자노 아카리) : 사사 루미코(佐々留美子) 명의

### 인터넷
2007년
- 최종시험 고래 (나구모 사에)